# Historia Nigerii
Historia Nigerii

## Okres przedkolonialny
W okresie poprzedzającym epokę kolonialną terytorium dzisiejszej Nigerii było miejscem wielu wydarzeń o charakterze cywilizacyjnym. Już ponad dwa tysiące lat temu na terenie dzisiejszego stanu Plateau kultura Nok wytwarzała żelazo i tworzyła wyrafinowane rzeźby z terakoty. Historia leżących na północy miast – Kano i Katsina – sięga X wieku. W kolejnych stuleciach te królestwa Hausa oraz imperium Kanem-Bornu, leżące nad jeziorem Czad, rozwijały się jako ważne centra wymiany handlowej pomiędzy północą i południem kraju. Berberowie i ludzie południa handlowali niewolnikami, żelazem, solą, paciorkami, koralikami, odzieżą, bronią i innymi towarami.
W XV wieku na południowym zachodzie obecnej Nigerii powstały królestwa Jorubów – Ife i Oyo. Królestwo Ife przeżywało okres szczytowego rozwoju w XV i XVI stuleciu. Z tego okresu pochodzą słynne, wykonane z brązu i terakoty popiersia, kojarzone z kulturą Ifo. Królestwo Oyo rozwinęło się później, przeżywając swe najlepsze lata w okresie od XVII do XIX w. Wysoki poziom organizacji politycznej pozwolił państwu Oyo rozciągnąć swe panowanie aż na tereny dzisiejszego Togo, lecz wojna domowa pomiędzy miastami królestwa poważnie osłabiła jego siłę.
Na środkowym południu, już w XV-XVI istniało Królestwo Beninu, które rozwinęło potężną armię, dwór o wytwornym ceremoniale i wydało wielu uzdolnionych artystów.
Od XVII do XIX wieku Europejczycy zakładali liczne faktorie handlowe w nadbrzeżnych regionach Nigerii. Początkowo głównym towarem, którym handlowano, byli niewolnicy sprowadzani z głębi lądu. Później, między innymi wskutek działań floty brytyjskiej, zwalczającej handel niewolnikami od początku XIX w., przerzucono się na olej palmowy i drewno.
W początkach XIX w. większość terenów na północy kraju znalazła się pod panowaniem kalifatu Sokoto.

## Panowanie brytyjskie
Po zakończeniu ery wojen napoleońskich większego rozmachu nabrał angielski handel z wewnętrzną częścią dzisiejszej Nigerii. W 1879, z inicjatywy George’a Goldiego angielskie stowarzyszenia istniejące na tym obszarze połączyły się i wykupiły wszystkie nie-angielskie faktorie handlowe w rejonie dolnego Nigru. W 1885 stowarzyszenie to uzyskało charakter królewski, przekształcając się w Królewską Kompanię Nigru. Korporacja ta rozwijała się błyskawicznie, podporządkowując sobie coraz to nowe tereny, nierzadko metodami zbrojnymi. W 1900 Kompania przeszła pod kontrolę rządu Wielkiej Brytanii. W 1901 Nigeria stała się brytyjskim protektoratem.
W 1914 cały obszar był formalnie zjednoczony jako „Kolonia i Protektorat Nigerii”. Administracyjnie był on podzielony na prowincje północne i południowe oraz kolonię Lagos. Prowincje południowe poddawały się wpływom europejskim o wiele szybciej od północnych. Proces ten w szczególności dotyczył takich dziedzin, jak edukacja czy gospodarka (np. pod kątem wprowadzania nowoczesnych metod produkcji). Skutki takiego rozwoju kraju są widoczne do dziś. Po II wojnie światowej nastąpił wzrost poczucia tożsamości narodowej wśród Nigeryjczyków oraz pojawiła się chęć uzyskania niepodległości. Presja wywierana na Wielką Brytanię skłoniła ją do nadania Nigerii początkowo autonomii w ramach Imperium brytyjskiego a później pełnej niepodległości.

## Niepodległość
Nigeria uzyskała niepodległość 1 października 1960 r. jako federacja o parlamentarnej formie rządu. Każda z trzech części federacji (wschodnia, zachodnia i północna) uzyskała w myśl konstytucji dużą dozę autonomii. Rząd federalny uzyskał wyłączną kompetencję w sprawach obrony i bezpieczeństwa, spraw zagranicznych oraz ceł i podatków. Monarcha brytyjski pozostał głową państwa, lecz był pozbawiony jakiejkolwiek władzy. Tym samym Nigeria stała się częścią Brytyjskiej Wspólnoty Narodów jako podmiot niezależny, którą pozostaje do czasów obecnych. Władzę ustawodawczą w całości sprawował dwuizbowy parlament, władzę wykonawczą – premier ze swym gabinetem, zaś sądowniczą – Federalny Sąd Najwyższy z podległymi mu sądami. Podział sceny politycznej odpowiadał mniej więcej podziałowi kraju na główne grupy etniczne. I tak: NPC (Nigerian People’s Congress) reprezentowało konserwatywną, muzułmańską, należącą przeważnie do Hausa, część ludności, dominującą na północy; NCNC (National Convention of Nigerian Citizens) reprezentowało chrześcijan, należących do Igbo ze wschodu; AG (Action Group) reprezentowało Jorubów z zachodu. Pierwszy rząd niepodległej Nigerii stworzyła koalicja NCNC i NPC z Abubakarem Tafawa Balewą jako premierem (NPC). Partia AG pod przywództwem Obafemiego Awolowo pozostała w opozycji.

## Pierwsza Republika
W październiku 1963 znaczącej zmianie uległy stosunki nigeryjsko-brytyjskie. Monarchini Wielkiej Brytanii przestała być nigeryjską głową państwa. Powstał urząd prezydenta, które to stanowisko objął ostatni generalny gubernator – Nnamdi Azikiwe. Wyodrębnił się środkowo-zachodni – czwarty – region federacji. Od samego początku etniczne, regionalne i religijne napięcia narastały, między innymi za sprawą gospodarczych i edukacyjnych różnic między północą i południem kraju. Partia AG została pozbawiona władzy w zachodniej części federacji. Jej miejsce zajęła konserwatywna, popierana przez rząd, a nie posiadająca prawie żadnego poparcia wśród obywateli, partia NNDP. Wkrótce potem szef AG został, jak się później okazało, bezpodstawnie aresztowany pod zarzutem zdrady.
Przeprowadzone w 1965 wybory powszechne jedynie powiększyły zamieszanie na scenie politycznej i wprowadziły kraj na drogę wiodącą wprost do wojny domowej. Dominująca NPC stworzyła sojusz z nową partią Jorubów (NNDP), zaś partia Igbo (NCNC) zjednoczyła się z pozostałościami ugrupowania AG. Podczas wyborów powszechnie padały oskarżenia o oszustwa. W zamieszkanych przez Jorubów zachodnich regionach kraju wybuchły zamieszki, gdy okazało się, że w głosowaniu na tym terenie zwyciężyła prorządowa NNDP. Państwu zagroził kryzys ustrojowy, gdy prezydent Nnamdi Azikiwe nie zaakceptował wyników wyborów.
15 stycznia 1966 mała grupka oficerów, wywodzących się przeważnie z Igbo, dokonała zamachu stanu i obaliła rząd NPC-NNDP, zabijając przy tym premiera federacji i premierów północnych i zachodnich prowincji. Nowo utworzony wojskowy rząd federalny, pod przywództwem generała Aguyi Ironsiego, który przejął władzę, nie był w stanie uspokoić niepokojów na tle etnicznym i zaproponować konstytucji, która zostałaby zaakceptowana przez wszystkie części federacji. Jego starania zmierzające do zniesienia federalnego charakteru państwa jedynie wzmogły niezadowolenie i doprowadziły do kolejnego zamachu stanu, przeprowadzonego dla odmiany przez oficerów z północy. Przewrót ten wyniósł do władzy generała-majora Yakubu Gowona. Niedługo potem na północy państwa, w masakrach zginęło kilka tysięcy Igbo, co skłoniło setki tysięcy ich pobratymców do ucieczki na południowy wschód kraju, gdzie coraz popularniejsza stawała się myśl o secesji od Nigerii.
Rząd, chcąc zaspokoić dążenia mniejszości etnicznych do większej autonomii, podzielił cztery regiony federacji na dwanaście stanów. Pomimo tych ustępstw Igbo odrzucali plany zmian w konstytucji i naciskali na przyznanie im pełnej niezależności. Ostatecznie 29 maja 1967 podpułkownik Emeka Ojukwu, sprawujący funkcję wojskowego gubernatora regionu wschodniego, a przy tym lider separatystycznego ruchu Igbo, proklamował niepodległość wschodniego regionu Nigerii jako Republiki Biafry. Wojna domowa, która wybuchła w następstwie tych wydarzeń, pochłonęła, jak się ocenia nawet do dwóch milionów ofiar, głównie cywilnych, zakończyła się w 1970 stłumieniem separatyzmu.
Po zakończeniu wojny domowej uspokojenie nastrojów następowało szybko i było efektywne. Kraj wszedł na ścieżkę intensywnego rozwoju gospodarczego. Wpływy z handlu zagranicznego rosły podobnie jak dochody skarbu, szczególnie w latach gwałtownej zwyżki cen ropy naftowej (1973–1974). 29 lipca 1975 grupa oficerów pod przywództwem generała Murtali Mohammeda przeprowadziła bezkrwawy zamach stanu, odsuwając od władzy wojskowy rząd generała Yakubu Gowona, którego oskarżali o korupcję, niekompetencję i niedotrzymanie obietnicy przekazania władzy w ręce cywilów. Generał Mohammed wymienił tysiące urzędników państwowych i ogłosił plan przejścia władzy w ręce cywilne do 1 października 1979. Zapowiedział również, iż zostaną utworzone nowe stany, a stolica zostanie przeniesiona do centralnie położonej Abudży.
Mohammed został zamordowany 13 lutego 1976 w zakończonym niepowodzeniem zamachu stanu. Szef sztabu generała – podpułkownik Olusẹgun Ọbasanjọ – zajął jego miejsce. Obasanjo skrupulatnie trzymał się harmonogramu powrotu władzy w cywilne ręce. Podjęto starania, mające na celu unowocześnienie armii i wykorzystanie dochodów z ropy naftowej na rozwój i modernizację nigeryjskiej gospodarki. W 1976 powstało siedem nowych stanów, co podniosło ich łączną liczbę do dziewiętnastu. Proces zwiększania liczebności stanów trwał do 1996, kiedy ostatecznie utworzono trzydzieści sześć jednostek administracyjnych tego rodzaju.

## Druga Republika
W 1977 wybrano Zgromadzenie Konstytucyjne, którego celem było uchwalenie konstytucji, co nastąpiło 21 września 1978. Na czas wyborów zniesiono zakaz działalności politycznej, obowiązujący podczas rządów wojskowych. Sformowano partie polityczne, zgłoszono kandydatów na stanowiska prezydenta i wiceprezydenta, członków obu izb Zgromadzenia Narodowego, gubernatorów i zgromadzeń stanowych. W 1979 pięć ugrupowań rywalizowało w serii wyborów, które wyłoniły na stanowisko prezydenta, pochodzącego z północy, Alhaji Shehu Shagari z NPN (National Party of Nigeria). Każda z pięciu startujących partii uzyskała reprezentację w parlamencie.
W sierpniu 1983 NPN powróciła do władzy, uzyskując większość miejsc w parlamencie i władzę w dwunastu prowincjach. Wybory przebiegały jednak w atmosferze zastraszenia, przemocy i podejrzeń o powszechne manipulacje i oszustwa, co doprowadziło do prawnych batalii dotyczących ważności głosowania.
31 grudnia 1983 wojsko obaliło Drugą Republikę. Generał-major Muhammadu Buhari objął przywództwo w Najwyższej Radzie Wojskowej (Supreme Military Council), nowym organie władzy. Oskarżył władze cywilne o nieumiejętność kierowania gospodarką kraju, powszechną korupcję, oszustwa wyborcze i ogólny brak rozwiązań dla problemów trapiących Nigeryjczyków. Zobowiązał się przywrócić nigeryjskiej gospodarce wysokie tempo rozwoju, a dopiero po tym oddać władzę cywilom. Polityk okazał się jednak niezdolnym do rozwiązania najważniejszych bolączek kraju. Rządy Buhariego zostały bezkrwawo obalone przez trzeciego w hierarchii członka Najwyższej Rady Wojskowej – szefa sztabu generała-majora Ibrahima Babangidę w sierpniu 1985.
Jako usprawiedliwienie przejęcia władzy Babangida podał problemy nadużywania władzy, łamania praw człowieka przez najważniejszych oficerów Rady Wojskowej i bezradność rządu wobec pogłębiającego się kryzysu gospodarczego. W pierwszych dniach swoich rządów polityk przywrócił wolność prasy i zwolnił przetrzymywanych bez postawienia zarzutów więźniów politycznych. W ramach piętnastomiesięcznego planu naprawy gospodarki wprowadzono ostre cięcia wynagrodzeń w wojsku, policji i wśród kadry urzędniczej. Naciskano na wprowadzenie podobnych rozwiązań w sektorze prywatnym. Zakazano importu ryżu, kukurydzy i pszenicy. Babangida zachęcał opinię publiczną do współudziału w podejmowaniu decyzji przez rząd, m.in. przez rozpoczęcie narodowej debaty nad zaproponowanym programem reform. Powstała dyskusja przekonała go o istnieniu wielkiej opozycji wobec planu uzdrowienia gospodarki na podstawie pożyczek z Międzynarodowego Funduszu Walutowego.

## „Nieudana” Trzecia Republika
Prezydent Babangida obiecał przywrócenie cywilnych rządów do 1990. Później przedłużono ten termin do stycznia 1993. Na początku 1989 Zgromadzenie Narodowe ukończyło prace nad konstytucją dla Trzeciej Republiki. Wiosną 1989 ponownie przywrócono możliwość swobody działalności politycznej. W październiku 1989 rząd stworzył dwie „obywatelskie” partie: National Republican Convention (NRC), mającą orientację „nieco prawicową”. oraz Social Democratic (SDP), o orientacji „nieco lewicowej”. Żadnym innym partiom gabinet Babangidy nie udzielił zgody na rejestrację.
W kwietniu 1990 grupa oficerów średniej rangi podjęła nieudaną próbę obalenia Babangidy. Sześćdziesięciu dziewięciu spiskowców aresztowano, a potem rozstrzelano po tajnych procesach przed sądami wojskowymi. Po rozprawieniu się z puczem kontynuowano reformy. W grudniu 1990 rozpisano pierwszą turę wyborów na szczeblu lokalnym. Obyło się bez aktów przemocy i przy niskiej frekwencji. SDP zdobyła przewagę w większości lokalnych zgromadzeń stanowych.
W grudniu 1991 rozpisano wybory parlamentarne. W tym samym czasie Babangida ogłosił, że politycy partii, które wcześniej nie zostały zalegalizowane, będą mogli kandydować w wyborach prezydenckich zaplanowanych na sierpień 1992. Zarówno te, jak i następne wybory prezydenckie, zaplanowane na wrzesień, zostały unieważnione ze względu na oszustwa wyborcze. Wszyscy zgłoszeni kandydaci zostali wykluczeni z ponownego kandydowania. Kolejne już wybory zostały rozpisane na 12 czerwca 1993, a zaprzysiężenie prezydenta elekta zaplanowano na 27 sierpnia – ósmą rocznicę przejęcia władzy przez Babangidę.
Początkowe wyniki wyborów, które w opinii większości obserwatorów były najuczciwszymi w historii Nigerii, wskazywały na zdecydowane zwycięstwo bogatego biznesmena, pochodzącego z ludu Jorubów – M.K.O. Abioli. Pomimo to, 23 czerwca Babangida, używając jako pretekstu kilku nierozstrzygniętych procesów sądowych przeciwko Abioli, unieważnił wyniki wyborów, doprowadzając tym do bardzo wielu protestów i demonstracji. Ponad 100 osób zginęło w zamieszkach zanim Babangida zgodził się 27 czerwca oddać władzę tymczasowemu rządowi. Później próbował wycofać się z tej decyzji, lecz bez społecznego poparcia i wsparcia ze strony wojska został zmuszony do przekazania władzy Ernestowi Shonekanowi – bezpartyjnemu i popularnemu biznesmenowi. Shonekan miał sprawować rządy do nowych wyborów, zaplanowanych na luty 1994. Chociaż przewodził, powołanej przez Babangidę, Radzie Przejściowej do 1993, nie był w stanie zahamować wciąż narastających problemów gospodarczych kraju ani rozładować przeciągających się niepokojów politycznych.
Widząc pogrążający się w chaosie kraj, minister obrony Sani Abacha szybko przejął władzę wymuszając na Shonekanie dymisję 17 listopada 1993. Na polecenie nowego nigeryjskiego przywódcy zlikwidowano wszelkie instytucje demokratycznego państwa. Wybranych przez społeczeństwo gubernatorów zastąpili oficerowie. Abacha przyrzekł przywrócić cywilne rządy, lecz odmówił przedstawienia kalendarza planowanych zmian. Obiecał podanie go do publicznej wiadomości w swym przemówieniu z okazji dnia niepodległości 1 października 1995.
Wobec unieważnienia wyborów z 12 czerwca Stany Zjednoczone i inne państwa nałożyły różnorodne sankcje na Nigerię. Wśród nich można wymienić ograniczenie możliwości wjazdu dla nigeryjskich dygnitarzy i ich rodzin, wstrzymanie sprzedaży broni i zawieszenie pomocy wojskowej. Kolejne sankcje nałożono, gdy prowadzone przez państwo działania antynarkotykowe okazały się niewystarczające. Wstrzymano loty do Stanów Zjednoczonych, uznając, że międzynarodowe lotnisko w Lagos nie spełnia standardów bezpieczeństwa pod kątem zapobiegania przemytowi narkotyków. Komunikację lotniczą z USA przywrócono dopiero w 1999.
Chociaż przejęcie władzy przez Abachę początkowo przyjęto przychylnie, rozczarowanie gwałtownie narastało. Kilka znaczących postaci zjednoczyło się tworząc opozycyjne ugrupowanie – National Democratic Coalition (NADECO). Jego głównym postulatem było natychmiastowe przywrócenie rządów cywilnych. Władze aresztowały członków NADECO, usiłujących przywrócić działanie Senatu i innych rozwiązanych instytucji demokratycznego państwa. Na 23–28 maja rozpisano wybory mające wyłonić delegatów do Zgromadzenia Konstytucyjnego podporządkowanego władzom. Jednak głosowanie zostało zbojkotowane przez większość Nigeryjczyków.
11 czerwca 1994 wykorzystując podstawy stworzone przez NADECO, Abiola ogłosił się prezydentem i zaczął się ukrywać. Kiedy ponownie pojawił się publicznie, został aresztowany 23 czerwca. Po aresztowaniu Abioli zaostrzyły się nastroje społeczne. Abacha 27 czerwca zwołał Zgromadzenie Konstytucyjne, które niemal natychmiast zawiesiło swą działalność i nie zebrało się do 11 lipca.
4 lipca związek zawodowy branży paliwowej ogłosił strajk, żądając zwolnienia Abioli i przekazania mu władzy. Pozostałe związki przyłączyły się do strajku, co sparaliżowało gospodarkę okolic Lagos i prawie całej południowo-zachodniej części kraju. Po odwołaniu zapowiadanego w lipcu strajku generalnego, zrzeszenie związków zawodowych (Nigeria Labour Congress – NLC) musiało ponownie zastanowić się nad jego ogłoszeniem w sierpniu, wobec przedstawienia przez władze warunków zwolnienia Abioli. 17 sierpnia władze usunęły i aresztowały przywódców związku zawodowego branży paliwowej, a także NLC, zastępując ich swoimi ludźmi. Choć strajkujący powrócili do pracy, władze aresztowały przeciwników politycznych, prześladowały niezależną prasę i dążyły do wyciszenia głosów sprzeciwu.
Na początku 1995 władze ogłosiły, iż blisko 40 cywilów i wojskowych planuje zamach stanu. Służby bezpieczeństwa błyskawicznie zatrzymały podejrzanych, wśród których znalazł się między innymi były przywódca państwa Obasanjo i jego były zastępca, emerytowany generał Shehu Musa Yar'Adua. Po tajnym procesie większość oskarżonych została skazana. Zapadło kilka wyroków śmierci. W procesach tych oskarżono i skazano także wielu obrońców praw człowieka, dziennikarzy i innych osób, nie wyłączając krewnych podejrzanych o spisek, za ich „antypaństwową” działalność. W październiku władze ogłosiły, iż Prowizoryczna Rada Rządząca (Provisional Ruling Council – PRC) oraz Abacha zatwierdzili ostateczne wyroki dla podejrzanych o spisek.
Pod koniec 1994 powołano specjalny trybunał (Ogoni Civil Disturbances Special Tribunal), którego celem miało być wyjaśnienie, jaką rolę odegrał w zabójstwie czterech polityków pochodzących z ludu Ogoni, popełnionym w maju 1994, wpływowy pisarz i aktywista Ogoni – Ken Saro-Wiwa. On i czternastu innych oskarżonych nie przyznało się do winy. 31 października sąd skazał Saro-Wiwę i ośmiu innych na karę śmierci przez powieszenie. Na początku listopada Abacha i PRC zatwierdzili wyrok. Saro-Wiwę i ośmiu współoskarżonych powieszono 10 listopada.
Generał Sani Abacha w swym orędziu do narodu, wygłoszonym 1 października 1995, ogłosił trzyletni plan przejścia do rządów cywilnych. Jedynie pięć, spośród starających się o rejestrację partii politycznych, uzyskało zgodę na legalną działalność. W wyborach lokalnych rozpisanych na grudzień 1997 frekwencja wyniosła zaledwie 10%. Do kwietnia przeprowadzono wybory do zgromadzenia narodowego i na stanowiska gubernatorów. Wszystkie partie, podczas swych budzących kontrowersje konwencji, zaakceptowały Abocha’ę jako swego kandydata na prezydenta. Społeczeństwo, widząc taki obrót spraw, pogrążało się w apatii i niemal całkowicie zbojkotowało elekcję.
21 grudnia 1997 władze aresztowały drugiego najwyższego rangą oficera, szefa sztabu generalnego, generała Oladipo Diyę, dziesięciu oficerów i ośmiu cywilów pod zarzutem planowania zamachu stanu. Następnie zatrzymano jeszcze kilka osób, odgrywających istotną rolę w planowanym przewrocie. Sprawę wniesiono w kwietniu przed specjalny sąd wojskowy. W utajnionym procesie Diya’ę i ośmiu innych spiskowców skazano na śmierć.
Podczas rządów Abachy, administracja państwowa wykorzystywała wojsko, policję i sądy, dla narzucenia społeczeństwu swej władzy, o wątpliwej zresztą legalności. Podczas rządów tego polityka wszystkie rodzaje sił bezpieczeństwa dopuszczały się łamania praw człowieka. Po przejęciu władzy przez Abubakara i wzmocnieniu wsparcia ze strony PRC przypadki łamania praw człowieka stały się rzadsze. Wciąż nie udało się rozwiązać takich kwestii, jak łamanie wolności słowa, mediów, zgromadzeń, stowarzyszeń, poruszania się, a także przemocy wobec kobiet, ich dyskryminacji oraz procederu ich obrzezywania.
Prawa pracownicze doznawały uszczerbku, gdy administracja rządowa ograniczała fundamentalne prawa wolności i niezależności związków zawodowych. Po dojściu do władzy w czerwcu 1998, rząd Abubakara podjął działania w celu przywrócenie możliwości działania wolnych związków zawodowych, które zostały poważnie uszczuplone w latach 1993–1998. Zwolniono więzionych do tej pory liderów związkowych. Uchylono postanowienia usuwające demokratycznie wybrane kierownictwo zrzeszenia związków zawodowych i związku zawodowego branży paliwowej. Zezwolono również na przeprowadzanie wyborów władz w tych zrzeszeniach.
Abacha, który miał, jak się powszechnie spodziewano, objąć stanowisko „cywilnego” prezydenta 1 października 1998, zmarł nagle na zawał serca 8 czerwca tegoż roku. Zastąpił go generał Abdulsalami Abubakar, który, do chwili aresztowania Diyi, był trzecim w hierarchii wojskowym. PRC pod nowym kierownictwem złagodziła w lipcu 1998 wyroki dla skazanych za udział w spisku z 1997 roku. W marcu 1999 Diya i 54 inne osoby skazane za udział w próbach dokonania przewrotów w 1990, 1995 i 1997 zostały zwolnione. Po śmierci Abachy w czerwcu zwolniono niemal wszystkich cywilnych więźniów politycznych w tym i M.K.O. Abiolę, który wciąż uważał się za legalnego prezydenta. Ten ostatni zmarł jednakże w sierpniu, tuż przed zwolnieniem z więzienia.
Tak w czasie rządów Abachy, jak i Abubakara głównym ciałem decyzyjnym była wyłącznie wojskowa Prowizoryczna Rada Rządząca (Provisional Ruling Council – PRC), sprawująca władzę za pomocą dekretów. Rada ta nadzorowała trzydziestodwuosobową federalną radę wykonawczą, składającą się z cywilów i wojskowych. Oczekując na wprowadzenie nowej konstytucji przygotowywanej przez zgromadzenie konstytucyjne w 1995, władze przestrzegały niektórych postanowień konstytucji z 1979 i 1989. Ani Abacha ani Abubakar nie uchylił dekretu zawieszającego konstytucję 1979, zaś konstytucja 1989 nie została wprowadzona w życie. Niezależność władzy sądowniczej była znacząco naruszana podczas rządów Abachy, gdy uchylono władzę sądów nad wojskowymi i ich działaniami. System sądowniczy, nawet po śmierci Abachy, był przesiąknięty korupcją i brakiem wystarczających środków finansowych. By złagodzić te trudności, rząd Abubakara wprowadził podwyżki wynagrodzeń dla urzędników publicznych, jak również wprowadził inne reformy.
W sierpniu 1998 gabinet Abubakara powołał Niezależną Narodową Komisję Wyborczą, by ta przeprowadziła wybory samorządowe, do Zgromadzeń Stanowych, na gubernatorów, do Zgromadzenia Narodowego i na prezydenta. Udało się jej przeprowadzić je kolejno 5 grudnia 1998, 9 stycznia, 20 i 27 lutego 1999. Trzy najbardziej liczące się w wyborach parlamentarnych partie to People’s Democratic Party (PDP), All Peoples Party (APP) i Aliance for Democracy (AD), w której główną rolę odgrywali Jorubowie. Niedawny wojskowy przywódca kraju Olusẹgun Ọbasanjọ, zwolniony przez Abubakara z więzienia, wystartował jako „cywilny” kandydat na prezydenta i wygrał wybory. Liczne nieprawidłowości negatywnie wpłynęły na obraz wyborów w efekcie czego pokonany kandydat – Olu Falae – zaskarżył wyniki do sądu.
Prowizoryczna Rada Rządząca uchwaliła nową konstytucję, opartą przeważnie na zawieszonej konstytucji z 1979 przed objęciem władzy przez prezydenta elekta 29 maja 1999. Konstytucja przewidywała istnienie dwuizbowego parlamentu – Zgromadzenia Narodowego z Izbą Reprezentantów (360 członków) i Senatem (109 członków). Władza wykonawcza i urząd prezydenta miały utrzymać silną pozycję w ramach federacyjnego państwa. Nieistniejąca przez lata władza ustawodawcza, pochodząca z demokratycznych wyborów, oraz władza sądownicza, przez lata ulegająca politycznym naciskom, musiały zostać odbudowane niemalże od podstaw, by spełniać wymogi demokratycznego państwa.

## Rządy Obasanjo
Powstanie demokratycznej Nigerii w maju 1999 zakończyło szesnastoletni okres nieprzerwanych rządów wojskowych. Olusẹgun Ọbasanjọ został przywódcą państwa borykającego się z kryzysem gospodarczym i rozkładem instytucji demokratycznych. Obasanjo, dawny generał, był podziwiany za wystąpienie przeciwko dyktaturze Abachy, udane przekazanie władzy federalnej w cywilne ręce w 1979 i jego chęć zostania reprezentantem wszystkich Nigeryjczyków, bez względu na wyznawaną religię.
Nowy prezydent objął urzędowanie w państwie stojącym wobec wielu trudności, jak m.in. niesprawny aparat administracyjny, zrujnowana infrastruktura, czy kwestia sprostania oczekiwaniom przedstawicieli armii w zakresie wynagrodzenia ich i wyrażenia wdzięczności za nieingerencję w ostatnie wydarzenia polityczne. Obasanjo podjął dynamiczne działania. Zwolniono ze służby setki wojskowych, sprawujących funkcje polityczne. Powołano specjalną komisję do zbadania naruszeń praw człowieka, która miała uwolnić ludzi więzionych bez postawienia zarzutów. Komisja ta miała także rozwiązać umowy i kontrakty zawierane przez wojskowe instytucje ze szkodą dla państwa. Nowy gabinet podjął również starania, by odzyskać miliony dolarów wyprowadzonych z budżetu państwa na prywatne zagraniczne konta.
Nigeryjczycy szybko dostrzegli znaczącą poprawę w zakresie przestrzegania praw człowieka, jaka dokonała się za rządów Obasanjo. Prasa cieszyła się większą wolnością niż za poprzednich rządów. Z chwilą wykształcenia się demokracji reprezentacyjnej ujawniły się konflikty między władzą ustawodawczą a wykonawczą, dotyczące głównych wydatków i innych proponowanych rozwiązań prawnych. Oznaką rosnącego federalizmu państwa było zwiększenie roli gubernatorów w poszczególnych stanach i naturalne tarcia pomiędzy rządem federalnym a poszczególnymi częściami składowymi nigeryjskiej federacji w sprawie określonego wydatkowania środków budżetowych.
Przed rządem Obasanjo już na samym początku pojawił się problem niepokojów społecznych na tle religijnym i etnicznym. W maju 1999, w stanie Kaduna wybuchły zamieszki spowodowane sporem o następstwo po lokalnym emirze. W ich rezultacie zginęło ponad 100 osób. W listopadzie 1999 wojsko zniszczyło miasto Odi w stanie Bayelsa i zabiło wielu cywilów w odwecie za zamordowanie przez lokalny gang 12 policjantów. W okresie od lutego do maja 2000 w zamieszkach po wprowadzeniu szariatu zginęło ponad 1000 osób. Setki członków ludu Hausa zostało zabitych w atakach odwetowych w południowo-wschodniej części kraju. We wrześniu 2001 ponad 2 tys. osób zginęło w zamieszkach religijnych w Jos. W październiku setki osób zginęły a tysiące wypędzono w wyniku niepokojów w stanach Benue, Taraba i Nassarawa. 1 października 2001 prezydent Obasanjo ogłosił powstanie Narodowej Komisji Bezpieczeństwa (National Security Commission), mającej zająć się kwestią rozruchów.
26 grudnia 2006 w Agule Egba, w okolicach Lagos, miała miejsce eksplozja rurociągu naftowego, w wyniku której zginęło ponad 260 osób, a ok. 300 zostało rannych. Agencja Reuters podała, że na ziemi widziano ponad 500 spalonych ciał.
29 maja 2007 władzę w Nigerii przejął Umaru Musa Yar'Adua, który był członkiem centro-prawicowej Ludowej Partii Demokratycznej. Zmarł 5 maja 2010 z powodu ostrego zapalenia osierdzia. Nowym prezydentem Nigerii został Goodluck Jonathan. Władzę sprawował od 6 maja 2010 do 29 maja 2015. Faktycznie wypełniał obowiązki prezydenckie już od 9 lutego 2010, zastępując ciężko chorego prezydenta Yar’Adui’ego. Kolejną głową państwa został Muhammadu Buhari, który sprawował władzę przez 2 kadencje, do 29 maja 2023.